# Ozero Jazno (sjö i Vitryssland)
Ozero Jazno (ryska: Озеро Язно) är en sjö i Belarus.   Den ligger i voblasten Vitsebsks voblast, i den norra delen av landet, 150 km norr om huvudstaden Minsk. Ozero Jazno ligger 143 meter över havet. Arean är 0,37 kvadratkilometer.  Den sträcker sig 1,6 kilometer i nord-sydlig riktning, och 1,1 kilometer i öst-västlig riktning.
I omgivningarna runt Ozero Jazno växer i huvudsak blandskog. Runt Ozero Jazno är det glesbefolkat, med 13 invånare per kvadratkilometer.